# Remmers-Hasetal-Marathon

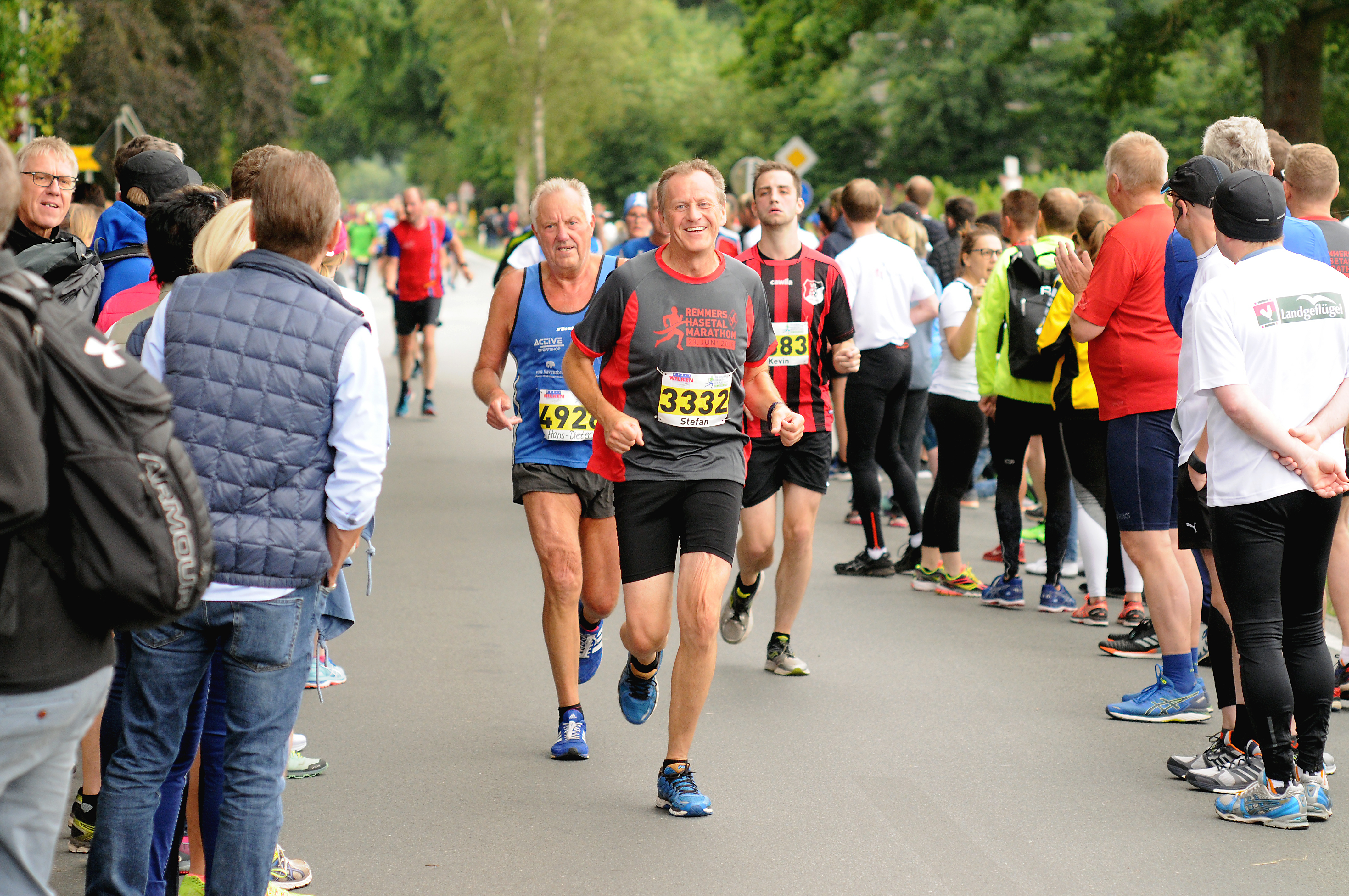
2018 fand der 16. Remmers-Hasetal-Marathon statt.

Der Remmers-Hasetal-Marathon ist ein Marathon in Löningen, der seit dem Jahr 2003 am 4. Samstag im Juni vom VfL Löningen ausgerichtet wird.

## Strecke
Die Strecke ist annähernd ein Rundkurs, auf dem fast zwei Runden gelaufen werden müssen. Start und Ziel befinden sich nicht direkt auf dem Rundkurs, der Läufer muss sich also erst vom Start zum Rundkurs begeben und kurz vor Beendigung der zweiten Runde eine Abzweigung zum Ziel nehmen.
Start und Ziel befinden sich in Löningen. Die Strecke führt nach Osten durch das Werwer Waldgebiet, anschließend durch Evenkamp und kreuzt dann die Hase und führt südlich der Hase wieder zurück.

### Streckenrekorde
Frauen: 2:39:31 h
Männer: 2:23:24 h.